# Leptodontium luteolum
Leptodontium luteolum là một loài rêu trong họ Pottiaceae. Loài này được (Besch.) Paris mô tả khoa học đầu tiên năm 1897.